# I:Cube
I:Cube, artiestennaam van Nicolas Chaix (Parijs, 1974), is een Frans deephouseproducer. Hij maakt deephouse met invloeden uit de disco en trance. Hij maakt ook deel uit van de formatie Chateau Flight. Hij maakt ook diverse remixes voor Daft Punk, Leftfield, King Britt, Tiga en Ewan Pearson.

## Biografie
De in Parijs geboren Chaix komt in de late jaren negentig bovendrijven tijdens de Franse housegolf, die mede door Daft Punk wordt veroorzaakt. Hij komt aan zijn eerste contract doordat hij een demo stuurt naar Versatile Records, een label dat hij trouw zal blijven. Hij brengt daar in 1996 Disco Cubizm uit, zijn eerste plaat die drijft op een sample van Street life van The Crusaders en Randy Crawford. Hierop staat een remix van Daft Punk staat. Deze remix groeit uit tot een van de klassiekers van het tweetal en dat zet ook I:Cube in een klap op de kaart. Ook maakt hij op zijn beurt weer een remix van de hit Around the World. In 1997 brengt hij zijn debuutalbum Picnic Attack uit op Versatile Records, een label dat hij trouw zal blijven. Het album bevat een erg eigenzinnig geluid waar deephouse, funky house en trance. In 2000 wordt deze koers voortgezet met Adore. Met Versatile-eigenaar Gilbert Cohen start hij ook de formatie Chateau Flight. Het bedenken van een naam voor dit project is een haastklus en ze pikken de Chateau Flight uiteindelijk van de soundtrack van de James Bondfilm Thunderball. Van deze formatie verschijnt in 2000 het album Puzzle, waaraan ook Julien Jabre een bijdrage doet. Op het album 3 (2003) staat een opvallende gastbijdrage van Wu-Tang-rapper RZA. Aanvankelijk was hij op zoek naar een vrouwelijke vocaliste, maar toevallig tipt Cohen hem dat een bekende van hem werkt voor de Europese tournee van de rapper. Via die connectie komt de samenwerking tot stand. Op The Meal (2004), de tweede van Chateau Flight is een belangrijke rol weggelegd voor producer/muzikant Bertrand Burgalat. In 2006 maken ze een soundtrack voor de stomme film Les Vampires uit 1915. Ze bouwen ook een liveact rondom de act waarmee ze de film live spelen. In 2010 werkt Chaix samen met de Duitse producer Frank Wiedemann van Âme. Als Tête maken ze de Rotor EP. Het album M Megamix (2012) bestaat uit nieuwe producties die door Chaix direct aan elkaar zijn gemixt. Hij wil een volledig instrumentaal album maken maar wil voorkomen dat het te saai klinkt. De jaren daarna neemt hij een break. Vanaf 2017 verschijnen er echter weer producties waaronder de ep's Œil Cube (2017) en Double Pack (2018).

## Discografie

### Albums
- Picnic Attack (1997)
- Adore (2000)
- Chateau Flight - Puzzle (2000)
- 3 (2003)
- Chateau Flight - The Meal (2004)
- Chateau Flight -  Les Vampires (Original Soundtrack) (2006)
- Live at the Planetarium (2006)
- M Megamix (2012)

### Compilaties
- Remixes (2001)
- Stereo Pictures Vol. 04 (2004)
- FACT Mix 356 (2012)